# Basilornis
A Basilornis a madarak osztályának verébalakúak (Passeriformes) rendjébe és a seregélyfélék (Sturnidae) családjába tartozó nem.

## Rendszerezésük
A nemet Charles Lucien Jules Laurent Bonaparte francia ornitológus írta le 1850-ben, az alábbi fajok tartoznak ide:
- celebeszi királymajna (Basilornis celebensis)
- sisakos királymajna (Basilornis galeatus)
- malukui királymajna (Basilornis corythaix)
- pompás királymajna (Basilornis mirandus[2] vagy Goodfellowia mirandus)[1]

## Előfordulásuk
Indonézia szigetein honos. Természetes élőhelyeik a szubtrópusi vagy trópusi esőerdők, valamint másodlagos erdők. Állandó, nem vonuló fajok.

## Megjelenésük
Testhosszuk 25 centiméter körüli.